# Dipchasphecia iskander
Dipchasphecia iskander is een vlinder uit de familie wespvlinders (Sesiidae), onderfamilie Sesiinae.
Dipchasphecia iskander is voor het eerst wetenschappelijk beschreven door Gorbunov in 1994. De soort komt voor in het Palearctisch gebied.